# Bandeira de Sergipe
A Bandeira do Estado de Sergipe é um dos símbolos oficias do  estado brasileiro de Sergipe.

## História
A bandeira data do século XIX e foi criada pelo comerciante sergipano Bastos Coelho para identificar suas embarcações. Porém, os estados vizinhos passaram a associar a bandeira a Sergipe, sendo tão popularmente difundida como símbolo do estado que foi oficializada como tal pelo governador Pereira Lobo, através da lei nº 795 de 19 de outubro de 1920, ano do centenário da emancipação de Sergipe. Foi hasteada oficialmente pela primeira vez em 24 de outubro de 1920, na fachada do Palácio Olímpio Campos.
Em 1951, a bandeira estadual foi alterada, mantendo o mesmo formato, porém com 42 estrelas, que representavam os municípios de Sergipe na época. Mas, no ano seguinte, foi trocada pela original através da lei nº 458 de 3 de dezembro de 1952.

## Descrição vexilológica
Sua composição, tal como explicitada em lei, é a seguinte:
Retângulo, com quatro listas, de cores verde e amarela, alternadamente, tendo o verde na parte superior e, sobre os dois lados do ângulo reto superior da esquerda, um retângulo em fundo azul claro de cobalto, em dimensão proporcional ao retângulo em total, com cinco estrelas brancas de cinco raios cada uma, tauxiadas em cada ângulo do retângulo azul, no lugar geométrico do cruzamento das duas linhas diagonais., representam a integração do estado ao Brasil. As estrelas representam as cinco barras (fozes de rios) existentes em Sergipe: São Francisco; rio Japaratuba; rio Sergipe; rio Vaza-Barris e rio Real.
É diferenciada da bandeira de Goiás por ter a estrela central (que representa o Rio Sergipe) maior que as outras quatro no quadrante azul, e por possuir apenas quatro faixas intercaladas em verde e amarelo.

## Cores
As cores utilizadas na bandeira não possuem suas tonalidades especificadas em lei. No entanto, o manual de identidade visual do governo do estado de Sergipe especifica as seguintes cores para confecção da marca do governo (que apresenta um versão estilizada da bandeira):
| Cor | Nome    | CMYK        | sRGB        | Hexadecimal | Pantone |
| --- | ------- | ----------- | ----------- | ----------- | ------- |
|     | Azul    | 100/0/40/40 | 0/92/139    | 005C8B      | S 217-1 |
|     | Verde   | 100/0/100/0 | 0/168/89    | 00A859      | S 274-1 |
|     | Amarelo | 10/100/0/0  | 255/221/33  | FFDD21      | S 5-4   |
|     | Branco  | 0/0/0/0     | 255/255/255 | FFFFFF      |         |

## Outras bandeiras

Bandeira não-oficial da Província de Sergipe, utilizada até 1920.
2:3  Bandeira do estado de Sergipe utilizada entre 30 de outubro de 1951 e 3 de dezembro de 1952.
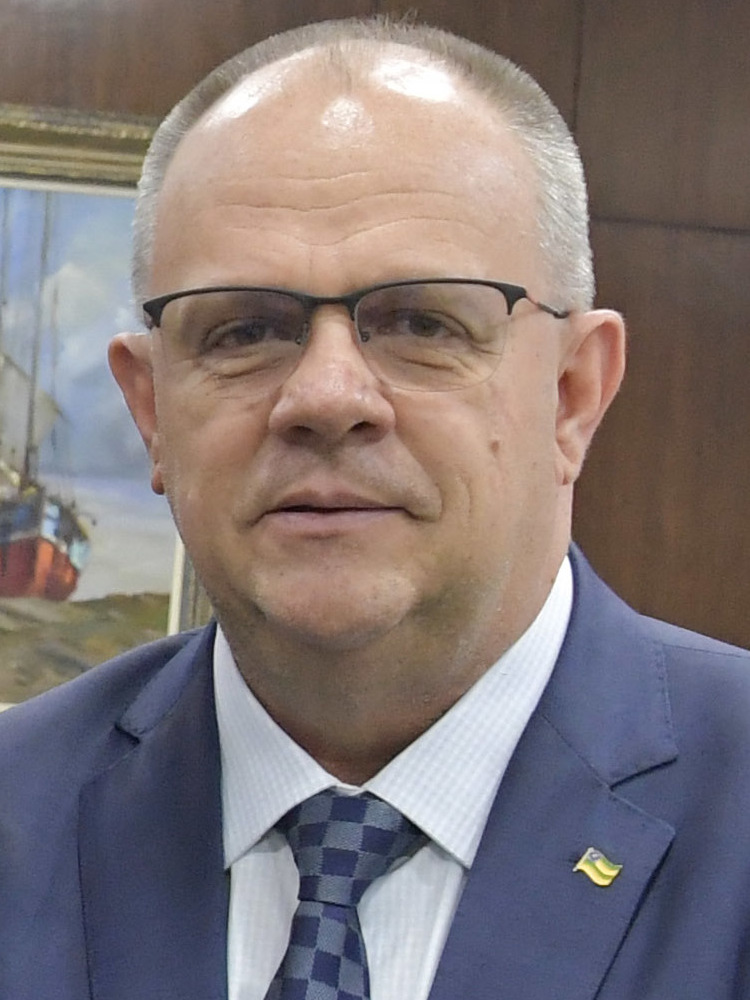
Broche da bandeira na lapela do paletó de Belivaldo Chagas, Ex-governador do estado.